# Krastavče
Krastavče (en serbe cyrillique : Краставче) est un village de Serbie situé dans la municipalité de Gadžin Han, district de Nišava. Au recensement de 2011, il comptait 98 habitants.

## Démographie
| 1948 | 1953 | 1961 | 1971 | 1981 | 1991 | 2002 | 2011 |
| ---- | ---- | ---- | ---- | ---- | ---- | ---- | ---- |
| 781  | 670  | 538  | 305  | 220  | 192  | 110  | 98   |

|  |